# Chica Xavier
Chica Xavier wł. Francisca Xavier Queiroz de Jesus (ur. 22 stycznia 1932 w Salvadorze, zm. 8 sierpnia 2020 w Rio de Janeiro) – brazylijska aktorka filmowa, teatralna i telewizyjna.

## Biografia
Xavier pracowała w teatrze, kinie i telewizji. Znana była przede wszystkim z pracy nad operami mydlanymi w telewizyjnych telenowelach Globo, ale przez 60 lat działała w teatrze. Xavier urodziła się w Salvadorze w Bahia. Była żoną aktora Clementino Kelé. 
Chica Xavier urodziła się w Salvadorze i rozpoczęła pracę w wieku 14 lat jako introligator w oficjalnej prasie stanu Bahia. W 1953 przeprowadziła się do Rio de Janeiro i studiowała teatr u Pascoala Carlosa Magno. Zadebiutowała w teatrze 25 września 1956 roku w Teatro Municipal. Xavier występowała w Orfeu da Conceição obok Haroldo Costy, Léa Garcia, Cyro Monteiro, Dirce Paiva, Clementino Kelé. Xavier zagrał rolę Dama Negra, która symbolizowała śmierć; recytowała wersety z Vinícius de Moraes i tańczyła do atabaques, czyli bębnienia afro-brazylijskiego. 
Debiut filmowy Xaviera miał miejsce w Assalto ao Trem Pagador w 1962 roku w reżyserii Roberto Fariasa. Następnie pracowała przy kilku produkcjach Rede Globo. W 1973 roku Xavier zadebiutował w telewizji w telenoweli Os Ossos do Barão. Zagrała ponad 50 postaci w serialach telewizyjnych i była członkiem obsady w Sinhá Moça, Dancin 'Days, Renascer, Pátria Minha, Cara & Coroa, Força de um Desejo i miniserialu Tenda dos Milagres, gdzie zagrała mãe-de- santo Magé Bassã.
Xavier opublikowała Chica Xavier canta sua prosa: Cantigas, louvações e rezas para os orixás w 1999 roku. Książka miała przedmowę napisaną przez jej przyjaciela Miguela Falabella i zilustrowała ją jej córka Izabela d'Oxóssi. W 2013 roku była tematem biografii Teresy Montero zatytułowanej „Chica Xavier: Mãe do Brasil”. Xavier urodził się w Candomblé terreiro, czyli świątyni. Była liderem wspólnoty religijnej Candomblé w Rio de Janeiro, Cercado de Boiadeiro.

## Życie prywatne
W 1956 roku Chica Xavier poślubiła aktora Clementino Kelé. Para doczekała się trójki dzieci. Małżeństwo trwało aż do śmierci Xavier 8 sierpnia 2020 roku, przyczyną śmierci aktorki był rak.